# Syntretus muesebecki
Syntretus muesebecki är en stekelart som först beskrevs av Papp och Shaw 2000.  Syntretus muesebecki ingår i släktet Syntretus och familjen bracksteklar. Inga underarter finns listade i Catalogue of Life.